# ニコライ・ボブリコフ

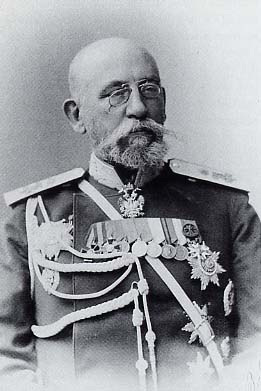
ニコライ・ボブリコフ

ニコライ・イワノヴィチ・ボブリコフ（ロシア語: Николай Иванович Бобриков、ラテン文字転写の例：Nikolai Ivanovich Bobrikov、ユリウス暦1839年1月15日（グレゴリオ暦1月27日） – 1904年6月17日）は、帝政ロシアの軍人、政治家
。フィンランド総督としてロシア化を推進するが、暗殺された。

## 経歴
サンクトペテルブルク生まれ。1858年、ロシア帝国軍に入り将校となる。カザン軍管区ではノヴゴロドの師団参謀長を務める。1869年大佐となり、翌1870年近衛連隊勤務となり、サンクトペテルブルクに転出する。近衛連隊勤務は、結果として、ボブリコフに宮廷との接触の機会を与えることとなった。1878年少将に昇進する。
1898年、ニコライ2世によってフィンランド総督に任命される。ボブリコフはフィンランド国民から恐怖と憎悪をもって迎えられた。1899年、ニコライ2世は二月詔書に署名した。フィンランドの自治権廃止宣言は、高揚するロシア・ナショナリズムを背景に、ロシア帝国の法律がフィンランドの法律に優先するという内容で、1809年にロシアの保護国としてではあったが、フィンランドが有していた一定の内政自治を崩すものであった。フィンランド人は二月詔書に反発し、50万人の署名を集め、ニコライ2世に対して詔書の撤回を請願したが、皇帝の専制権力を絶対視するニコライ2世は嘆願書を持参した使節団に謁見することを拒否した。
1900年、ボブリコフ総督はフィンランドの官庁に対して全公文書のロシア語化と、学校教育におけるロシア語教育の徹底を指令した。さらに1901年にはフィンランド軍を廃止、フィンランドにおける募兵をロシア全土に赴任させることを強制可能にした。さらに1905年フィンランドにおける徴兵は廃止された。
1903年、ボブリコフはフィンランドにおける独裁的権限（官吏人事権、新聞停止権）を付与された。1904年6月16日、ボブリコフはフィンランド民族主義者オイゲン・シャウマンによって暗殺された。ボブリコフはシャウマンによって3発の銃弾を浴び、病院に運ばれたものの、その日の夜になって死亡した。シャウマン自身は銃撃の後自決した。